# Luray (Missouri)
Luray és una població dels Estats Units a l'estat de Missouri. Segons el cens del 2000 tenia 102 habitants.

## Demografia
Segons el cens del 2000, Luray tenia 102 habitants, 39 habitatges, i 26 famílies. La densitat de població era de 196,9 habitants per km².
Dels 39 habitatges en un 30,8% hi vivien nens de menys de 18 anys, en un 51,3% hi vivien parelles casades, en un 12,8% dones solteres, i en un 30,8% no eren unitats familiars. En el 25,6% dels habitatges hi vivien persones soles el 7,7% de les quals corresponia a persones de 65 anys o més que vivien soles. El nombre mitjà de persones vivint en cada habitatge era de 2,62 i el nombre mitjà de persones que vivien en cada família era de 3,07.
Per edats la població es repartia de la següent manera: un 31,4% tenia menys de 18 anys, un 4,9% entre 18 i 24, un 32,4% entre 25 i 44, un 21,6% de 45 a 60 i un 9,8% 65 anys o més.
L'edat mediana era de 34 anys. Per cada 100 dones de 18 o més anys hi havia 100 homes.
La renda mediana per habitatge era de 23.125 $ i la renda mediana per família de 23.750 $. Els homes tenien una renda mediana de 21.250 $ mentre que les dones 26.250 $. La renda per capita de la població era de 10.927 $. Entorn del 20% de les famílies i el 27,7% de la població estaven per davall del llindar de pobresa.

## Poblacions més properes
El següent diagrama mostra les poblacions més properes.